# هوآهایوهیلکا
هوآهایوهیلکا (به اسپانیایی: Huajayhuillca) یک کوه در پرو است که در منطقه کوسکو واقع شده‌است. هوآهایوهیلکا ۵٬۳۶۱ متر بالاتر از سطح دریا واقع شده‌است.